# Umm Nir
Umm Nir (tiếng Ả Rập: أم نير) là một ngôi làng Syria nằm ở Kafr Nabl Nahiyah ở huyện Maarrat al-Nu'man, Idlib. Theo Cục Thống kê Trung ương Syria (CBS), Umm Nir có dân số là 315 trong cuộc điều tra dân số năm 2004.